# 1. deild islandzka w piłce nożnej (1973)
Sezon 1973 był 62. sezonem o mistrzostwo Islandii. Drużyna Fram nie obroniła tytułu mistrzowskiego, zdobył go natomiast zespół Keflavík, zdobywając dwadzieścia sześć punktów w czternastu meczach. Po sezonie spadł zajmujący ostatnie miejsce zespół Breiðablik.

## Drużyny
Po sezonie 1972 z ligi spadł zespół Víkingur Reykjavík, z 2. deild awansowała natomiast drużyna ÍBA Akureyri.
| Uczestnicy poprzedniej edycji                                                                                 | Uczestnicy poprzedniej edycji | Uczestnicy poprzedniej edycji | Uczestnicy poprzedniej edycji |
| --- | ----------------------------- | ----------------------------- | ----------------------------- |
| FRA | Fram                          | 1                             |                               |
| ÍBV | ÍB Vestmannaeyja              | 2                             |                               |
| ÍBK | Keflavík                      | 3                             |                               |
| ÍA | Akraness                      | 4                             |                               |
| VAL | Valur                         | 5                             |                               |
| BRE | Breiðablik                    | 6                             |                               |
| KRE | KR                            | 7                             |                               |
| Awans z 2. deild                                                                                              |                               |                               |                               |
| ÍBA | ÍBA Akureyri                  | 1                             |                               |
| Oznaczenia: - kolumna pierwsza – skróty nazw drużyn, - kolumna trzecia – miejsce zajęte w poprzednim sezonie. |                               |                               |                               |

## Tabela
| Lp. | Drużyna          | M  | Z  | R | P  | Bramki | Bramki | Różn. | Pkt | Uwagi                                    |
| --- | ---------------- | -- | -- | - | -- | ------ | ------ | ----- | --- | ---------------------------------------- |
| 1   | Keflavík (M)     | 14 | 12 | 2 | 0  | 33     | 9      | +24   | 26  | Puchar Europy • I runda                  |
| 2   | Valur            | 14 | 9  | 3 | 2  | 34     | 20     | +14   | 21  | Puchar UEFA • 1/32 finału                |
| 3   | ÍB Vestmannaeyja | 14 | 8  | 1 | 5  | 27     | 19     | +8    | 17  |                                          |
| 4   | Fram             | 14 | 5  | 2 | 7  | 18     | 23     | −5    | 12  | Puchar Zdobywców Pucharów • 1/16 finału1 |
| 5   | Akraness         | 14 | 4  | 3 | 7  | 32     | 27     | +5    | 11  |                                          |
| 6   | ÍBA Akureyri     | 14 | 4  | 3 | 7  | 15     | 29     | −14   | 11  |                                          |
| 7   | KR               | 14 | 3  | 3 | 8  | 17     | 27     | −10   | 9   |                                          |
| 8   | Breiðablik (S)   | 14 | 1  | 3 | 10 | 23     | 45     | −22   | 5   | Spadek do 2. deild                       |

## Wyniki
| Gospodarz \ Gość | ÍA  | BRE  | FRA | KRE | ÍBK | VAL | ÍBV | ÍBA |
| Akraness         |     | 10:1 | 3:1 | 1:1 | 1:2 | 0:1 | 1:0 | 0:2 |
| Breiðablik       | 3:3 |      | 1:2 | 1:1 | 0:3 | 1:3 | 1:3 | 4:0 |
| Fram             | 3:2 | 2:1  |     | 3:1 | 0:1 | 2:2 | 0:1 | 0:0 |
| KR               | 3:1 | 2:0  | 0:2 |     | 2:3 | 0:2 | 2:1 | 1:1 |
| Keflavík         | 4:1 | 4:4  | 3:1 | 2:0 |     | 4:0 | 1:0 | 1:0 |
| Valur            | 3:3 | 6:3  | 4:1 | 2:0 | 0:4 |     | 6:0 | 2:0 |
| ÍB Vestmannaeyja | 1:0 | 3:2  | 1:0 | 6:3 | 0:1 | 1:1 |     | 4:0 |
| ÍBA Akureyri     | 2:6 | 3:1  | 3:1 | 2:1 | 0:0 | 1:2 | 1:6 |     |

Źródło:  (ang.)
Objaśnienia:
1Drużyna gospodarzy jest wymieniona po lewej stronie tabeli.
Kolory: zielony – zwycięstwo gospodarzy, żółty – remis, różowy – zwycięstwo gości.

## Najlepsi strzelcy
| Bramki | Strzelcy            | Drużyna          |
| ------ | ------------------- | ---------------- |
| 17     | Hermann Gunnarsson  | Valur            |
| 12     | Teitur Þórðarson    | Akraness         |
| 12     | Örn Óskarsson       | ÍB Vestmannaeyja |
| 10     | Steinar Jóhannsson  | Keflavík         |
| 6      | Sigbjörn Gunnarsson | ÍBA Akureyri     |
| 6      | Haraldur Júlíusson  | ÍB Vestmannaeyja |
| 6      | Þór Hreiðarsson     | Breiðablik       |